# Tamás Csathó
Tamás Csathó (* 10. März 1956 in Miskolc) ist ein ehemaliger ungarischer Radrennfahrer.

## Sportliche Laufbahn
Csathó war Teilnehmer der Olympischen Sommerspiele 1980 in Moskau. Im Mannschaftszeitfahren kam der ungarische Vierer mit Tamás Csathó, László Halász, Zoltán Halász und András Takács auf den 17. Rang. In der Balaton-Rundfahrt war er 1977 erfolgreich.
Die Internationale Friedensfahrt fuhr er viermal. 1976 wurde er 52., 1977 48., 1978 35. und 1982 67. 1978 gewann er den Bokanyi-Cup. Im Vasas-Cup 1978 kam er auf den 2. Platz hinter István Zaka. 1982 wurde er hinter Peter Scheibner Zweiter im Etappenrennen um den Mecsek-Cup.